# Nichita Stănescu
Nichita Stănescu (Ploieşti, 31. ožujka 1933. – Bukurešt, 13. prosinca 1983.) bio je rumunjski pjesnik i esejist.

## Životopis
Rođen je od oca rumunjskog seljaka i majke Ruskinje. Studij rumunjskog jezika i književnosti na Filološkom fakultetu u Bukureštu završava 1957.
Poeziju počinje objavljivati u listu "Tribina". Prva knjiga pjesama "Smisao ljubavi" izlazi mu 1960. u Bukureštu.
Za knjigu "Vizija osjećanja" 1964. dobiva godišnju nagradu Saveza književnika Rumunjske. Godine 1966. preveo je poeziju Vaska Pope na rumunjski. Za knjigu eseja "Knjiga za pročitavanje" 1972. dobiva nagradu Saveza književnika Rumunjske. U Njemačkoj 1975. dobiva "Herderovu nagradu" za poeziju, a u Strugi 1982. "Zlatni vijenac" Struških večeri poezije. Za života je prevođen na srpski, makedonski, njemački, engleski, francuski, švedski, estonski, mađarski, poljski. Prevodio je srpske pjesnike (Vaska Popu, Adama Puslojića) na rumunjski. Knjiga stihova »Plačne kosti«, objavljena je 1983. na rumunjskom jeziku, u Pančevu, kao posebno izdanje časopisa "Lumina". 
Godine 1983., na Klinici za hitnu pomoć u Bukureštu, ujutro 13. prosinca, umire od srčane kapi. Posljednje su mu riječi: »Hladno, zeleno, hladno, zeleno«. Sahranjen je 15. prosinca na bukureštanskom groblju Bellu, pored Mihaia Eminescua.

## Djela
- 1960. – Sensul iubirii ("Smisao ljubavi")
- 1964. – O viziune a sentimentelor ("Vizija osjećanja")
- 1965. – Dreptul la timp ("Pravo na vrijeme")
- 1966. – 11 elegii ("11 elegija")
- 1967. – Roşu vertical ("Okomito crveno")
- 1967. – Alfa
- 1967. – Oul şi sfera ("Jaje i sfera")
- 1968. – Laus Ptolemaei ("Pohvala Ptolomeju")
- 1969. – Necuvintele ("Neriječi"), Un pământ numit România ("Zemlja zvana Rumujska")
- 1970. – În dulcele stil classic ("U slatkom klasičnom stilu")
- 1972. – Cartea de recitire ("Ponovno iščitavanje")
- 1972. – Belgradul în cinci prieteni ("Beograd u pet prijatelja")
- 1972. – Măreţia frigului ("Gordost hladnoće")
- 1978. – Epica Magna
- 1979. – Opere imperfecte ("Nesavršena djela")
- 1980. – Carte de citire, carte de iubire ("Knjiga za čitanje, knjiga za ljubav")
- 1982. – Oase plângând ("Plačne kosti")
- 1982. – Noduri şi semne ("Čvorovi i znaci")
- 1982. – Respirări ("Dahovi")

## Poetika
U rumunjskoj književnosti nakon Drugog svjetskog rata otvorio je novo razdoblje eksperimenata i stvaralačkih izazova. Njegovo osnovno osjećanje je pravo na ljubav kao pravo na vrijeme. Razvijao se od mladenačkog ushita, barokne poetske virtuoznosti i imaginacije do jezika usložnjene metafore, egzistencijalnih traganja, verbalnih sinteza i metafizičkih prostora. Oslobađa pjesmu tradicionalnih uzoraka, stvarajući novi pjesnički jezik, radikalno promijenjen u pjesničkoj leksici i internoj logici pjesničke konstrukcije. Sanjar i strasnik, opijen vlastitim viđenjem svijeta, asimilirajući sa znanjem i mjerom razne pjesničke utjecaje, nestalan i nepredvidljiv, slavljen i napadan, ubraja se u najviše domete rumunjske suvremene književnosti.

## Vanjske poveznice

### Sestrinski projekti
|  | Zajednički poslužitelj ima još gradiva o temi Nichita Stănescu |

### Mrežna sjedišta
- Zaklada "Nichita Stănescu" (rum.)
- Romanian Voice.com – Nichita Stănescu (engl.) (poezija)